# Les Tours de Bois-Maury
Les Tours de Bois-Maury est une série de bande dessinée, dessinée et scénarisée par le belge Hermann et publiée par la maison d'édition Glénat. 
La série comprend 16 tomes, publiés entre 1984 et 2021.

## Synopsis

### Les Tours de Bois-Maury
Accompagné de son fidèle écuyer Olivier, Aymar de Bois-Maury ne rêve que d’une chose : retourner chez lui en Bois-Maury. Un endroit où « les Tours de Bois-Maury sont les plus belles et les plus hautes qui soient en terre chrétienne » (Tome 1-X-III-2). Sa quête le conduit dans un long périple à travers le monde et lui fait vivre de nombreuses épreuves, sur fond de violence et de chevalerie.

### Bois-Maury
Alors que Les Tours de Bois-Maury s'achève, l'histoire se poursuit avec ses descendants dans Bois-Maury.

## Une bande dessinée moyenâgeuse
Hermann imagine son histoire autour d'une époque troublée au Moyen Âge. Il retrace la dureté de cette époque, remplie de violence, de guerres et de chevaliers. Il dépeint les nombreux abus perpétrés par les seigneurs et leurs excès de violence dont souffre le peuple. Hermann nous mène au cœur du temps des bâtisseurs de cathédrales, au temps des croisés et nous invite à voyager à travers l'Europe et la Terre Sainte.
Hermann montre non seulement la présence importante de l'Église durant cette période mais aussi le foisonnement dans les arts et la culture qu'elle suscite (exemple des cathédrales, dont la construction est dépeinte dans le premier tome de la série).
L'historicité des Tours de Bois-Maury n’est pas pour lui un enjeu primordial : « La BD, ce n'est pas représenter exactement. » Sans chercher à vouloir faire vrai à tout prix, il entraîne ses lecteurs dans un univers crédible et somptueux.

## Les personnages

### Aymar de Bois-Maury
Chevalier errant dépossédé de ses terres, il passe les dix premiers tomes à chercher à reconquérir son fief de Bois-Maury, une quête qui devient sa raison de vivre. Aymar de Bois-Maury est sans nul doute la représentation même du bon chevalier, qui se caractérise par son courage, par sa force, son intelligence, un homme qui souhaite faire régner la justice. Dans le premier tome, il prend la défense de Germain et lui sauve la vie. Une action qui lui est profitable dans le cinquième tome ou Germain le libère à son tour. Aymar profite des croisades pour s'enrichir et épouse la fille du chevalier Hendrick, qui le considérait dans un premier temps trop vieux et surtout trop pauvre. Cette union permet à Aymar d'assurer sa descendance. Cependant, Aymar n'en demeure pas moins un homme avec des faiblesses, et un côté autoritaire sujet à quelques emportements.

### Olivier
Fidèle écuyer et compagnon d'Aymar, il le suit au long de sa reconquête du fief de Bois-Maury. Oliver est quant à lui la représentation même de l'écuyer qui est lié à son maître par le devoir et qui ne souhaite que servir son chevalier. Sa relation avec Aymar reste tout de même assez particulière, il faut savoir qu'un chevalier ne doit pas montrer de lien d'amitié avec une personne de classe inférieure, au risque d'être méprisé par les autres chevaliers. C’est la raison pour laquelle il arrive à Aymar de traiter Olivier uniquement comme l’écuyer et serviteur qu'il est et non comme l'ami et fidèle compagnon qu'il représente.  

### Germain
Épris d'une jeune paysanne qui se fait violer par un chevalier, il commet l'irréparable en tuant ce bourreau. Accusé de meurtre, il est alors soumis au jugement de Dieu. Aymar prend sa défense et se bat pour sa libération. Ayant perdu l’usage de sa main lors de l'ordalie, son handicap ne lui permet pas de reprendre son métier de maçon. Condamné à l'exil et à l’errance, il rencontre un groupe de voleurs avec lesquels il s'associe. Germain est l'un des rares personnages qu'on retrouve dans plusieurs tomes de la première partie de la série des Tours de Bois-Maury.

## Albums

### Tome 1:Babette(1984)
Le chevalier Geoffroy est transpercé d'un coup de lance alors qu'il était en train de violer Babette, une jeune paysanne. Germain, un maçon éperdument amoureux de celle-ci, est accusé de l'avoir tué et est enfermé au cachot. Pour pouvoir lui parler une dernière fois, Babette vole des denrées à son père pour soudoyer le gardien qui retient Germain. Mais son père finit par l'apprendre et s'en prend à elle. Pendant ce temps, le fils du seigneur Eudes, supportant mal la mort de son ami Geoffroy, décide de faire subir à Germain le jugement de Dieu, si celui-ci est innocent alors sa main guérira du supplice de l'eau bouillante. Plus tard, Aymar vient en aide à Germain, qui lui demande de veiller sur Babette. Mais quand Aymar se rend dans son village pour la retrouver, il découvre qu'elle a été battue à mort par sa famille. Aymar prend alors en main le destin de Germain, lors d'un tournoi contre le fils du seigneur Eudes. Si Aymar gagne, Germain obtient la vie sauve, dans le cas contraire, ils seront tous les deux tués. Le tournoi se termine par la mort du fils du seigneur et la libération de Germain, banni des terres du Seigneur Eudes. Aymar, en disgrâce auprès du seigneur Eudes, reprend alors la route de Bois-Maury, accompagné de son palefrenier Olivier. Lors de son exil, Germain tente de reprendre son travail de maçon, mais il est chassé lorsqu'il cause un grave accident. C’est alors qu'il rencontre un groupe de trois voleurs. Ils insistent pour que Germain les rejoigne mais il refuse. Après avoir tenté de trouver un travail honnête, il décide de retourner auprès des voleurs comme l'un d'entre eux, un certain La Pie, l'avait prédit.

### Tome 2:Eloise de Montgri(1985)
Dans le pays de Caulx, le château est assailli par des hommes menés par un berger cachant son visage avec une tête de bouc. Après y avoir mis le feu, ils prennent la fuite, laissant le village se consumer. Sur le chemin du retour, Aymar et Olivier obtienne l'hospitalité de cet homme étrange pour le repas du soir, sans savoir ce qu'il vient juste de se passer. Basile de Caulx est le seul rescapé du château et est par ailleurs le seul héritier du seigneur de Caulx. Il prend la tête du village que les autres rescapés sont en train de reconstruire. Un jour, Éloïse, troisième fille de Montgri en Catalogne, une belle femme aux cheveux court et blond, arrive dans ce nouveau village, reconstruit tant bien que mal après l'incendie du château. Elle leur prête main-forte et les aide à chasser. Avec l’arrivée d'Aymar au village, il décide avec la jeune femme de retourner auprès de l’homme avec une tête de bouc qu'Éloïse semble connaître. Lorsqu'ils arrivent à retrouver cet homme et son groupe d'assaillants ils prennent d’assaut leur tanière et y mettent le feu. Éloïse rattrape alors l’homme à la tête de bouc, qui prenait la fuite et le tue.

### Tome 3:Germain(1986)
On retrouve Germain et le groupe de voleurs qui élaborent un stratagème pour rentrer dans un monastère et y voler ses biens. Germain réussit à rentrer et fait la rencontre de Ludovic, avec qui il s'enfuit pour retrouver ses compagnons. Favard cherche alors à retrouver ces deux hommes qui lui ont échappé et qui se sont enfuis avec les trésors du monastère et ce, avec la complicité d'Alda. Parti à leur poursuite, il croise sur sa route la jeune femme dont il fait sa prisonnière. Alda finit par s'échapper des griffes de Favard avant de le tuer. En parallèle, on retrouve Aymar et Olivier en train d'escorter un marchand et sa femme qui veulent se rendre à Compostelle. Sur la route il trouve un bébé que le marchand et sa femme décident de garder avec eux.

### Tome 4:Reinhardt(1987)
Faisant route vers le Nord avec le marchand et sa femme, Aymar et Olivier sauvent Reinhardt d'une embuscade. Après avoir escorté les pèlerins jusqu'au port en direction de Bordeaux, Aymar décide de rejoindre Reinhardt parti pourchasser les derniers hommes qui ont pris la fuite après l’embuscade. Pendant ce temps, Reinhardt est capturé par Hugo qui travaille au service de Manfred, le frère de Reinhardt. Manfred veut récupérer le fief de leur père mourant dont Reinhardt, en tant qu’aîné, est le principal héritier. Aymar et Olivier arrivent juste à temps pour le sauver et prendre la fuite dans les montagnes. Sur le chemin, Reinhardt tombe sur Hugo qui vient de tuer son frère. Transi de froid, Reinhardt est pris au piège par Hugo qui essaie en vain de le tuer. Hugo est alors laissé pour mort. Aymar et Olivier, quant à eux, retrouvent le marchand et sa femme à Bordeaux.

### Tome 5:Alda(1988)
Aymar de Bois Maury et Olivier se rendent au château du seigneur Yvon de Portel. Leur rencontre conduit les deux hommes à se faire capturer et enfermer dans un cachot. C'est alors qu'ils découvrent que Raymond, le fils de Yvon de Portel et sa mère, la femme de ce seigneur, sont enfermés depuis de nombreuses années dans un autre cachot. Raymond leur explique alors que, depuis la rencontre de son père avec Guillaumette, il est devenu cruel, subissant l'influence néfaste de la jeune femme. Aymar et Olivier sont aidés par un homme nommé « le Follet » et parviennent à s'enfuir. Pourchassés par les hommes du seigneur Yvon de Portel, dont Germain fait partie, Aymar et Olivier réussissent à leur échapper. Poursuivi par Alda, Germain se fait à son tour capturer par la jeune femme qui ne souhaite que le protéger de ces nouveaux compagnons.

### Tome 6:Sigurd(1990)
L’action se passe en Grande-Bretagne, sur les terres de la famille Landry. On retrouve Aymar de Bois Maury en compagnie d’Olivier son écuyer et de son ami William Landry en route pour le château de la famille. Sur le chemin, Aymar et son écuyer aperçoivent un navire prêt à heurter les rochers de la côte. Cette vision se complète avec l'apparition d'un cheval blanc orné d'un talisman sur son front. Arrivé au sein du château du seigneur Harold Landry, celui-ci reçoit un présent de la part du seigneur de Courcy ayant participé à une croisade. On apprend par la suite que la vision qu'Aymar a eue avec Olivier est une malédiction qui frappe la famille Landry depuis plus de cent ans. 

### Tome 7:William(1990)
Aymar se retrouve en Angleterre, chez son ami le seigneur Harold. Il se prépare à partir en Terre Sainte. Aymar, son écuyer Olivier et William, le fils d'Harold, prennent un bateau et arrivent à Bruges en Flandres. Dans cette ville, de nombreux chevaliers se préparent pour la croisade. Mais Aymar tombe malade, obligeant William à continuer le chemin sans lui. Remis de sa maladie, Aymar part avec Olivier en tant qu'escorte pour des pèlerins vers la Terre Sainte. Sur le chemin ils sont rejoints par le chevalier Hendrick. Arrivés au sein du royaume de Hongrie, Aymar et ses compagnons de route entrent dans un village qui semble abandonné. Mais ils sont finalement accueillis par un prêtre et un enfant qui leur proposent l'hospitalité dans une église. Le lendemain ils se font assiéger par les villageois, car auparavant William, qu'ils détiennent prisonnier, et les croisés avaient pillé leur village. Ainsi après avoir obtenu la libération de William, Aymar se lança dans une bataille pour ouvrir le passage aux pèlerins. 

### Tome 8:Le Seldjouki(1992)
En Anatolie, Aymar et son groupe de pèlerins capturent un Seldjouki du nom de Sandjar qui finit par réussir à s'enfuir et à retrouver les siens. Prenant part à un terrible combat contre les Seldjouki, Miltiadès, un Byzantin compagnon de route d'Aymar et ses compagnons, leur sauve la vie en se sacrifiant, alors que William ne lui a jamais accordé sa confiance. Par son sacrifice, Miltiadès met fin à cette guerre opposant les chrétiens aux Seldjoukis.

### Tome 9:Khaled(1993)
Alors qu'Aymar et les pèlerins qui l'accompagnent arrivent à Nazareth, ils se font attaquer par des Arabis. Par la suite, Aymar est envoyé avec le chevalier Gilles pour secourir le seigneur Bernard de Mance et ses compagnons? assiégés par les Arabis. Lors du siège du château de Manse, Faynal prend en otage Yazid al-Salah, son employeur, pour trouver un trésor. Aymar et Olivier partent à la recherche de Faynal. 

### Tome 10:Olivier(1994)
Aymar est de retour de Terre Sainte et loge chez un ami, le seigneur Gontrand, dont ses terres sont voisines des Bois-Maury. Ainsi au cours d'une partie de chasse, Aymar rencontre le seigneur qui lui a spolié ses terres. Après cela il accepte un duel avec ce seigneur Guibert, et fini par le tuer. Mais le frère de Guibert ne veut pas rendre les terres à Aymar, alors celui-ci décide de se préparer pour les reprendre de force. Pendant ce temps la femme d'Aymar se fait enlever mais elle est libérée par Olivier, le fidèle écuyer d'Aymar. S'ensuit une bataille où Aymar est gravement blessé par une flèche. Il meurt au moment où sa femme met au monde leur fils.

### Tome 11:Assunta(1998)
À la fin du XIIIe siècle, près de l'Etna en Sicile, les troupes du chevalier Simon se font attaquer par ''Concetta la Rousse'' et ses compagnons. Conduit par le chevalier Enguerrand, un nouveau bataillon se forme pour aller venger la mort des troupes du chevalier Simon. Aymar entreprend une histoire d'amour avec Assunta Di Mancuso, une Sicilienne. Une histoire qui fait des envieux et qui engendre un combat entre Aymar et un autre homme amoureux d'Assunta. Le combat prend vite fin avec l'arrivée des chevaliers mené par Enguerrand, quand il est question d'aller combattre Concetta et ces compagnons sur l'Etna. Tandis que ces compagnons se font massacrer, elle se donne la mort en s'égorgeant avant de tomber dans le volcan. Lors d'un combat, Enguerrand finit tué par Aymar qui le trouvait trop violent. Aymar prend alors la fuite.

### Tome 12:Rodrigo(2001)
L'aventure se déroule dans les alentours de Tolède, où on retrouve notre héros Rodrigo dans une bataille au côté de son père Don Joaquin qui finit par s'écrouler de fatigue. De retour à Tolède, Rodrigo doute de la sincérité de son entourage car son cousin lui a appris que Don Joaquin n’est pas son véritable père. Don Esteban, le frère de Don Joaquin, est de retour après son bannissement pour prendre la place de celui-ci et souhaite gagner les faveurs du roi en combattant les Maures. Pour éviter cela, Don Joaquin décide de partir, accompagné de Rodrigo. 

### Tome 13:Dulle Griet(2006) avec un album inédit''Les itinéraires de Bois Maury''(32 pages couleur).

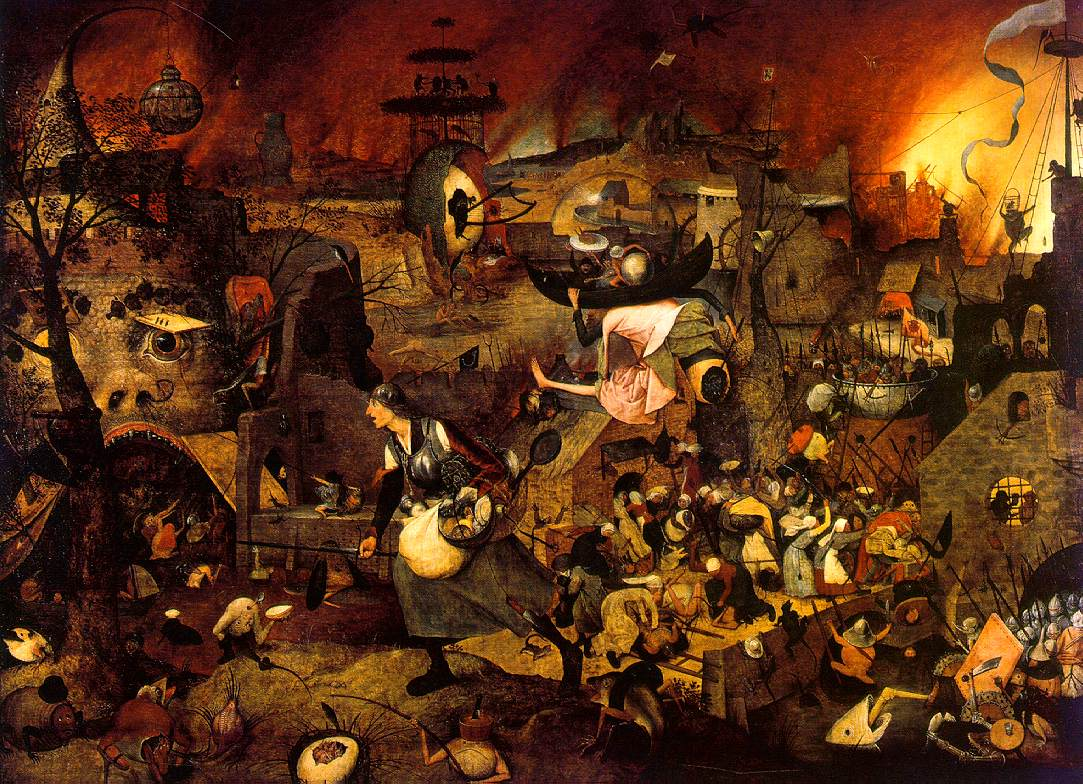
Dulle Griet de Pieter Brueghel l'Ancien (~1562).

Griet, la mère de Tinne, est tombée sous l'emprise de Hugo, un sorcier décrit comme le diable, accompagné d'un hibou. Ce même Hugo que l'on a découvert dans le tome 4 et qui avait influencé Manfred, le frère de Reinhardt. À ce moment, Tinne recueille un soldat français du nom d'Aymar. Le soldat est recherché par Hugo. C’est alors que Griet, par amour pour lui, dévoile que le soldat se trouve chez elle. Mais Hugo pris en flagrant délit de sorcellerie, dans une période ou l’hérésie n'était guère tolérée, se fait capturer. Hugo est alors condamné, surtout par la couleur de ces cheveux, un roux flamboyant, vu comme la représentation de l'Antéchrist.

#### Inspiration
Le titre de ce tome est directement inspiré du célèbre tableau Dulle Griet de Pieter Brueghel l'Ancien. Cette peinture au paysage apocalyptique met en scène une armée de femme guidée par Dulle Griet, s'attaquant à la bouche de l'enfer. Carel van Mander dans sa biographie de Bruegel écrit : « Il a peint une Margot l'Enragée, faisant razzia devant l'Enfer et qui a un regard de démente et est affublée de façon étrange et bariolée. » Dulle Griet, autrement appelé « Margot la folle » est un personnage du folklore flamand, qui a la réputation d'être une mégère, au même titre que la Dulle Griet de Hermann.

### Tome 14:Vassya(2009)
L'action se passe en Europe de l'Est, en Russie proche de la frontière avec la Pologne du XVIIe siècle. Notre héros, Aymar de Bois-Maury est alors un hussard de l'avant-garde polonaise, commandé par son oncle, le noble Waldemar Lewndowski. L'armée polonaise ralliée par les Cosaques zaporogues est en route pour Moscou afin de renverser le Tsar de Russie. L'avant-garde est envoyée afin de rallier plus d'hommes à leur cause, ainsi ils arrivent dans 'un village dévasté et abandonné à la recherche de Vassya Afanasiévitch Khorkine, un chef Cosaque. Ils sont accueillis par Ignatiévitch, un vieil homme, et sa petite fille Douniachka. Après la demande de Waldemar, Douniachka accepte de les conduire à Khorkine. Après un long chemin la troupe fait une pause pour la nuit. En allant chercher de l'eau Douniachka se fait agresser et presque violée par Kolay, un Cosaque zaporogue. Mais elle est défendue par Aymar. Le lendemain, ils se remettent en route, et tombent nez à nez avec un groupe de cavalier, qui n'est autre que Khorkine et ses hommes. Arrivé dans le village où Khorkine a élu domicile, la troupe se repose en attendant le reste de l’armée du Tsarévitch. Le grand-père de Douniachka, resté fidèle au Tsar de Russie, décide de monter les hommes contre les Polonais, mais cela échoue et celui-ci est banni. Mais par la suite Douniachka est obligé de le suivre dans le bannissement car celle-ci étant marié au Cosaque Khorkine, l'a trompé avec Aymar. Avec l'arrivée du reste de l'armée, l'avant garde part vers Moscou où la première bataille se joue. Durant cette bataille, Aymar reçoit un coup de masse de la part de Kolay. Mais à la fin de la bataille, Aymar se relève au milieu d'une plaine remplie de soldat mort et parmi eux, il tombe sur Kolay en train d'agoniser. Aymar décide de le laisser à son triste sort.

### Tome 15:Œil de ciel(2012)
En 1606, dans la province du Yucatan, Aymar de Bois-Maury est conseiller auprès de la couronne espagnole. Pris dans une embuscade par des Indiens, il arrive à s'enfuir et à retrouver un groupe d’Espagnols mené par Esperanza. Ils font d'un Indien leur prisonnier pour les guider à travers la forêt. C’est alors que pendant un renversement de pouvoir, Olazabal prend la tête du groupe expéditionnaire des Espagnols et démet Esperanza de ses fonctions. Tandis que les Espagnols veulent quitter cette forêt pendant qu’ils sont encore en vie, Aymar a un tout autre désir : trouver une cité perdue et ses trésors. L'Indien conduit alors Aymar dans la direction de la cité avant de se faire blesser par une flèche venant du moine qui accompagnait l'expédition. L'Indien le met alors en garde contre Balam, un léopard qui protège la cité perdue. Par avidité d'or, de pierreries et de richesse, Aymar se fait tuer par ce Balam.

### HS:L'Homme à la hache(2021)
Épisode satellite, Histoire se situant entre les tomes 9 & 10. L’Homme à la hache permet à Hermann de renouer une ultime fois avec son héros le plus humain et le plus tragique : le chevalier errant Aymar de Bois-Maury. Une histoire complète entre action, intrigues et trahisons qui renoue avec tous les codes de cette prodigieuse saga d’aventures médiévale.
Le chevalier errant Aymar de Bois-Maury est l’hôte du seigneur Baudran. Cependant, ce matin-là, Aymar est introuvable. Le seigneur Baudran demande à son écuyer Olivier de retrouver son maître, car il serait risqué qu'il s’aventure sur le domaine voisin de Guibert, autrefois fief d’Aymar. Guibert verrait cela d’un très mauvais œil... Évidemment, Aymar n’a pu résister à la tentation de s’approcher de son ancien château, guidé à travers les broussailles par un gueux nommé Lubin. Cependant, ils sont rapidement pris en chasse par Ulrik, l’homme de main de Guibert, une brute épaisse au visage défiguré, qui use et abuse de sa hache pour asseoir la terreur.        La tête de Lubin ne tarde pas à être tranchée et à dévaler la pente vers le ravin. Aymar, quant à lui, se retrouve en fâcheuse posture, agrippé à une racine au-dessus du vide. Pour éviter le coup de hache fatal d’Ulrik, Aymar se laisse tomber dans le vide. Le lendemain matin, Ulrik et ses hommes recherchent toujours la dépouille d’Aymar dans les broussailles au pied de la falaise. Mais un certain Gaspard, ami d’Aymar, est passé par là et a dissimulé le corps du chevalier, toujours vivant ! Aymar est toutefois gravement blessé, avec les jambes cassées. Il va devoir rester caché au milieu d’un village de gueux le temps de se remettre de ses blessures. Pendant ce temps, Baudran fulmine. Sans le corps d’Aymar, il n’est pas certain que son plan pour éliminer le chevalier ait fonctionné…

## Évolution du graphisme
Hermann change radicalement sa façon de dessiner avec Sarajevo Tango (1995). Il commence à expérimenter la couleur directe. Ce fut une grande découverte pour lui, et c'est quelque chose qui lui a plu : « Un changement brutal qui me foutait la trouille, parce que je ne voulais pas que cet album ait la même allure qu'un album de bande dessinée ordinaire. J'avais choisi la couleur directe dans ce but. […] Et puis j'y ai pris goût, c'est aussi simple que ça. »
On retrouve des dessins en couleur directe dans la suite de la série, Bois Maury.
Concernant le dessin, Hermann dit qu'il est en recherche perpétuelle d'amélioration, notamment au niveau de l'anatomie. Dans un entretien avec Cédric Illand, à la question « Quel aspects de votre graphisme cherchez-vous à améliorer ? », il répond : « C'est surtout une certaine anatomie qui m'échappe. Je voudrais savoir davantage traiter les visages. Je suis obnubilé par l'envie de mieux comprendre les expressions, la variété du visage. Je souffre vraiment car l'anatomie est une chose sans fin. » De plus Hermann est quelqu'un qui préfère faire son travail petit à petit. C'est-à-dire qu'il préfère finaliser une case avant de passer à une autre.

## Réception de la série
Globalement, la série est très bien accueillie. Mais la seconde partie intitulée Bois-Maury, ne fait pas l’unanimité.[réf. nécessaire] Dans une interview de Cédric Illand et Olivier Petit, à la question « Quels sont les albums ou les séries de votre père que vous préférez, et pourquoi ? », Yves Huppen répond : « Certains épisodes des Tours de Bois Maury m'ont beaucoup plu, en particulier Olivier pour le scénario et Sigurd pour les décors. »

## Publication
Produite par l'agence ex-yougoslave Strip Art Features en 1984, la série est distribuée à travers l'Europe. Elle apparaît pour la première fois en France dans le numéro 73 du mensuel Circus, puis dans Vécu, deux périodiques appartenant à la maison d'édition Glénat. Dans la même année, Glénat propose une publication en albums.
Cette série médiévale se développe dans un premier temps en 10 tomes, sous le nom Les Tours de Bois-Maury. Ce premier cycle, qui s'achève par la mort de son personnage principal, ne signe pourtant pas la fin de la série. En 1998, Hermann reprend la série sous le nom de Bois-Maury. Ce deuxième cycle se caractérise notamment par un traitement des dessins différents de ses premiers albums, dessinés par des traits plus réalistes. À partir du douzième tome, il conçoit ces albums en collaboration avec son fils, Yves Huppen. Pour cette suite, il réalise alors six nouveaux tomes, en se centrant cette fois sur les descendants de son illustre personnage, Aymar de Bois-Maury, qui a fait le succès du premier cycle.

### Documentation
- Filippini Henri, Dictionnaire de la bande dessinée, Bordas, Paris, 1989.
- FILIPPINI Henri, Dictionnaire encyclopédique des héros et auteurs de BD, Opera Mundi, Paris, 1998.
- GAUMER Patrick & MOLITERNI Claude, Dictionnaire mondial de la bande dessinée, Larousse, Paris, 2001
- ILLAND Cédric & PETIT Olivier, Les dossiers de la bande dessinée n°15 : dossier Hermann, 2002.
- Paul Gravett (dir.), « De 1970 à 1989 : Les Tours de Bois-Maury : Babette », dans Les 1001 BD qu'il faut avoir lues dans sa vie, Flammarion, 2012 (ISBN 2081277735), p. 470.